# 조윤호 (언론인)
조윤호는 대한민국의 미디어평론가이다. 슬로우뉴스 초대필자이다. 서울시립대학교에서 국제관계학을 전공하였고 대학 시절 학내 자치언론 《대학문화》의 편집국장을 역임하였다. 인터넷상에서 '조본좌'라는 필명의 대학생 논객으로서 20대의 현실을 대변하고 청년들의 정치 참여에 대한 글을 쓰며 사회와 소통하다가 기자의 길을 선택하였다. 언론 비평 매체 미디어오늘에서 정치·사회부 기자로 활동하였다. 미디어오늘에서 <뉴스 파파라치>라는 이름으로 연재한 것을 모아 2016년 언론 비평서 《나쁜 뉴스의 나라》를 출간했고 이 책을 통해 뉴스 소비자의 육하원칙에 따른 치밀한 '의심'의 필요성과 시스템의 이해의 중요성을 설명하였다.

## 저서
- 《개념찬 청춘》. 씨네21북스. 2012년. ISBN 9788984315617
- 《보수의 나라 대한민국》. 오월의봄. 2012년. ISBN 9788997889051
- 《나쁜 뉴스의 나라》. 한빛비즈. 2016년. ISBN 9791157841264
- 《프레임 대 프레임》. 한빛비즈. 2017년. ISBN 9791157841769